# Sláine
Sláine (wym. slańje) – brytyjska seria komiksowa z gatunku fantasy. Jej twórcą jest Pat Mills, zaś rysownikami m.in. Angela Kincaid, Mike McMahon, Glenn Fabry i Simon Bisley. 
Jest to opowieść o irlandzkim wojowniku imieniem Sláine, walczącym z potworami, bogami i wrogimi plemionami, aż ostatecznie zostaje pierwszym królem Irlandii.
Seria ukazuje się od 1983 roku. Jej oryginalnym wydawcą jest IPC Media; po polsku ukazało się 7 albumów Sláine nakładem Egmont Polska w latach 1999–2002, a od 2016 roku publikuje ją wydawnictwo Studio Lain.